# Tarantela (Chopin)

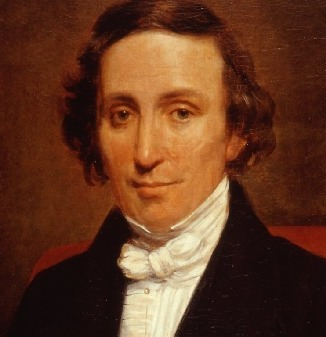
Retrato de Frédéric Chopin.

La Tarantela para piano op. 43, en La bemol mayor, es una obra compuesta por Frédéric Chopin en el año 1842, cuando contaba con 32 años. Es una pequeña partitura de virtuosismo, de sabor marcadamente napolitano, aunque no destacan en ella especiales originalidades.